# Wellington Cabral Costa
Wellington Cabral Costa (* 1. Februar 1996 in Itaboraí), auch Foguete genannt, ist ein brasilianischer Fußballspieler.

## Karriere
Foguete erlernte das Fußballspielen in den brasilianischen Jugendmannschaften vom CR Vasco da Gama und dem FC São Paulo. Bei São Paulo unterschrieb er auch seinen ersten Vertrag. Der Verein aus São Paulo spielte in der höchsten brasilianischen Liga, der Série A. Von März 2017 bis Juni 2017 wurde er an den Zweitligisten Vila Nova FC nach Goiânia ausgeliehen. Von November 2017 bis Mai 2018 spielte er auf Leihbasis beim EC Santo André in Santo André. Im Februar 2019 wechselte er zum FC Cascavel nach Cascavel. Hier stand er bis 24. April 2019 unter Vertrag. Nach Vertragsende war er bis Anfang Februar 2021 vertrags- und vereinslos. Am 7. Februar 2020 ging er nach Asien. Hier unterschrieb er in Japan einen Vertrag beim Kagoshima United FC. Der Verein aus Kagoshima spielte in der dritten japanischen Liga, der J3 League. Für Kagoshima absolvierte er 30 Drittligaspiele. Am Saisonende wurde sein Vertrag nicht verlängert. Von Januar 2022 bis Juli 2022 war er vertrags- und vereinslos. Am 22. Juli 2022 verpflichtete ihn der Zweitligist Ventforet Kofu. Am 15. Oktober 2022 stand er mit Kofu im Finale des japanischen Pokals, wo man im Elfmeterschießen den Erstligisten Sanfrecce Hiroshima besiegte. Nach insgesamt sieben Ligaspielen wurde sein Vertrag nach der Saison 2022 nicht verlängert.

## Erfolge
Ventforet Kofu
- Japanischer Pokalsieger: 2022